# Концерт для фортепіано з оркестром № 5 (Бетховен)

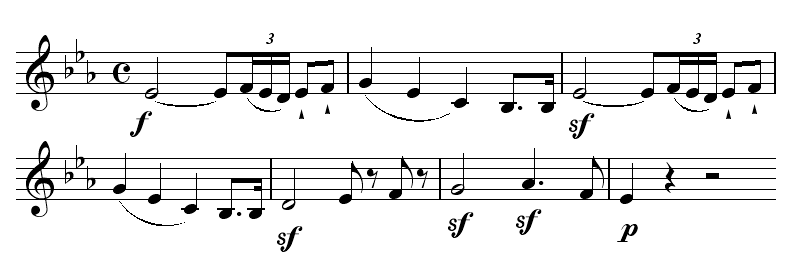
Головна тема І частини

Концерт Бетховена для фортепіано з оркестром № 5, мі-бемоль мажор, тв. 73, відомий як «Імператор». Був написаний Бетховеном між 1809 і 1811 роками у Відні. Присвячений ерцгерцогові Рудольфу Австрійському, заступникові й учню Бетховена.
Уперше його виконав Фрідріх Шнайдер з оркестром під орудою Йоганна-Філіппа-Крістіана Шульца 28 листопада 1811 року в Лейпцигу в залі Гевандгаус. У 1812 році концерт виконав у Відні учень Бетховена Карл Черні.
Складається з трьох частин:
- Allegro
- Adagio un poco mosso
- Rondo. Allegro